# Смаглов (Калинковичский район)
Смаглов (бел. Смаглаў) — деревня в Дудичском сельсовете Калинковичского района Гомельской области Беларуси.
Неподалёку расположено небольшое месторождение железных руд.

## География

### Расположение
В 12 км на северо-восток от Калинкович, 5 км от железнодорожной станции Голевицы (на линии Гомель — Лунинец), 115 км от Гомеля.

### Гидрография
На юге, востоке и севере мелиоративные каналы.

## Транспортная сеть
Транспортные связи по просёлочной, затем автомобильной дороге Гомель — Лунинец. Планировка состоит из короткой прямолинейной, меридиональной улицы, застроенной двусторонне, деревянными домами усадебного типа.

## История
Основана в начале XX века переселенцами из соседних деревень. В 1930 году жители вступили в колхоз. Во время Великой Отечественной войны в мае — июне 1944 года в деревне проживали жители из деревни Шиичи), которая находилась в прифронтовой зоне. Согласно переписи 1959 года в составе совхоза «Калинковичский» (центр — деревня Горочичи). До 15 января 1996 года в составе Горочичского сельсовета.

## Население

### Численность
- 2004 год — 2 хозяйства, 2 жителя.

### Динамика
- 1959 год — 128 жителей (согласно переписи).
- 2004 год — 2 хозяйства, 2 жителя.